# Parapolydora
 Parapolydora  H.Rob, 2005 è un genere di piante angiosperme dicotiledoni della famiglia delle Asteraceae.

## Etimologia
Il nome scientifico del genere è stato definito per la prima volta dal botanico Harold Ernest Robinson (1932-2020) nella pubblicazione " Phytologia; Designed to Expedite Botanical Publication. New York" ( Phytologia 87(2): 78) del 2005.

## Descrizione

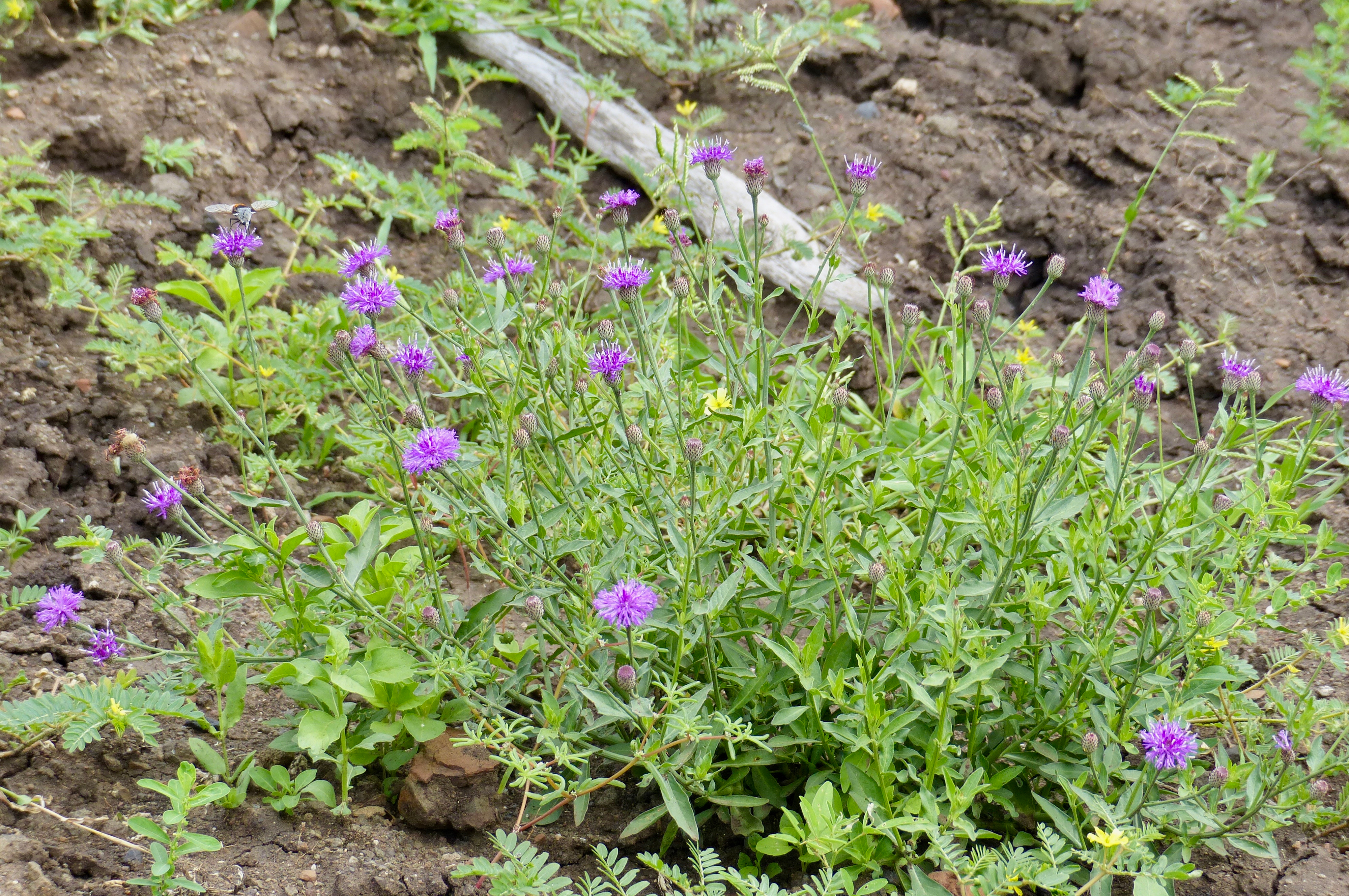
Il portamento
Parapolydora fastigiata

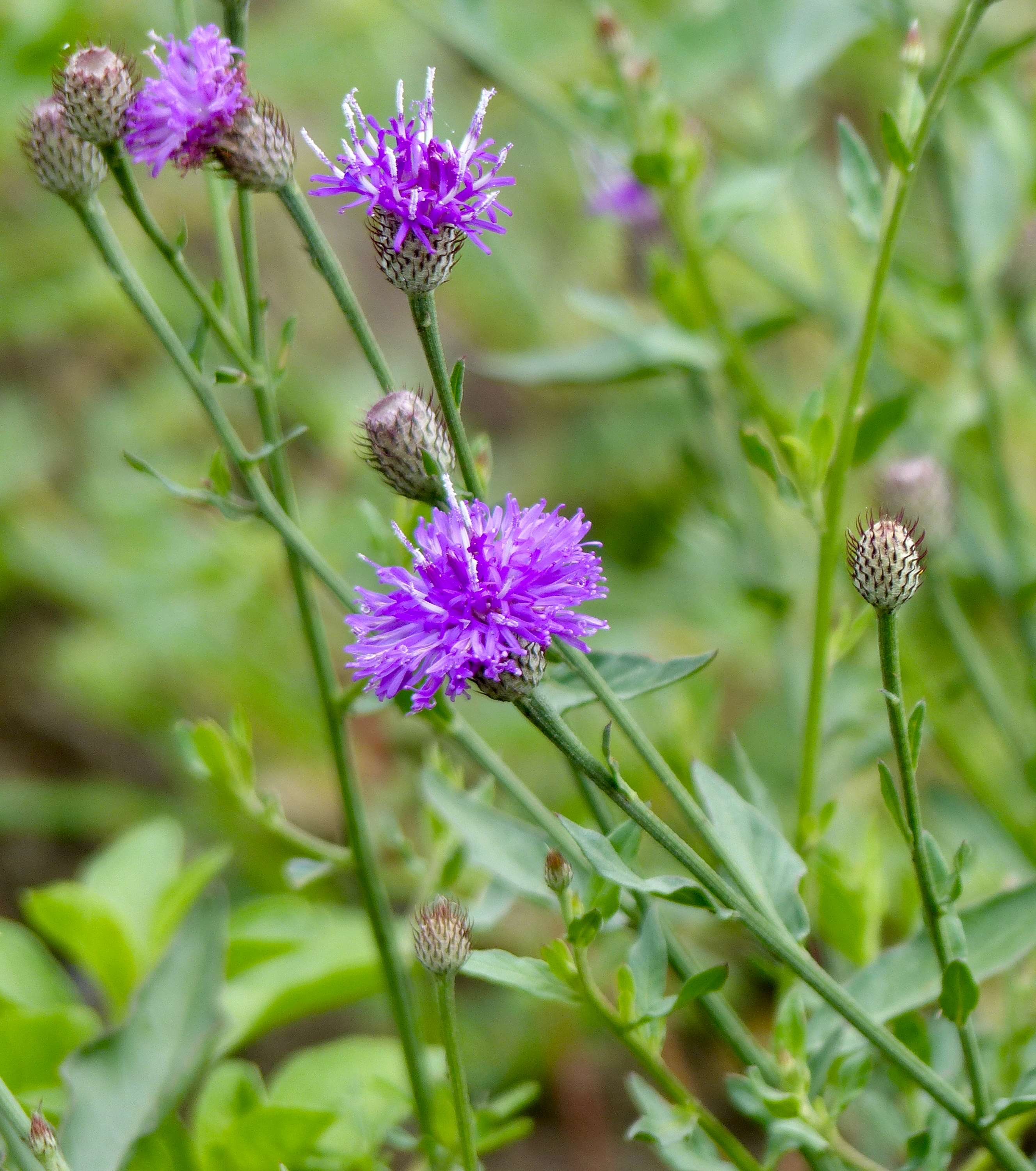
Infiorescenza
Parapolydora fastigiata

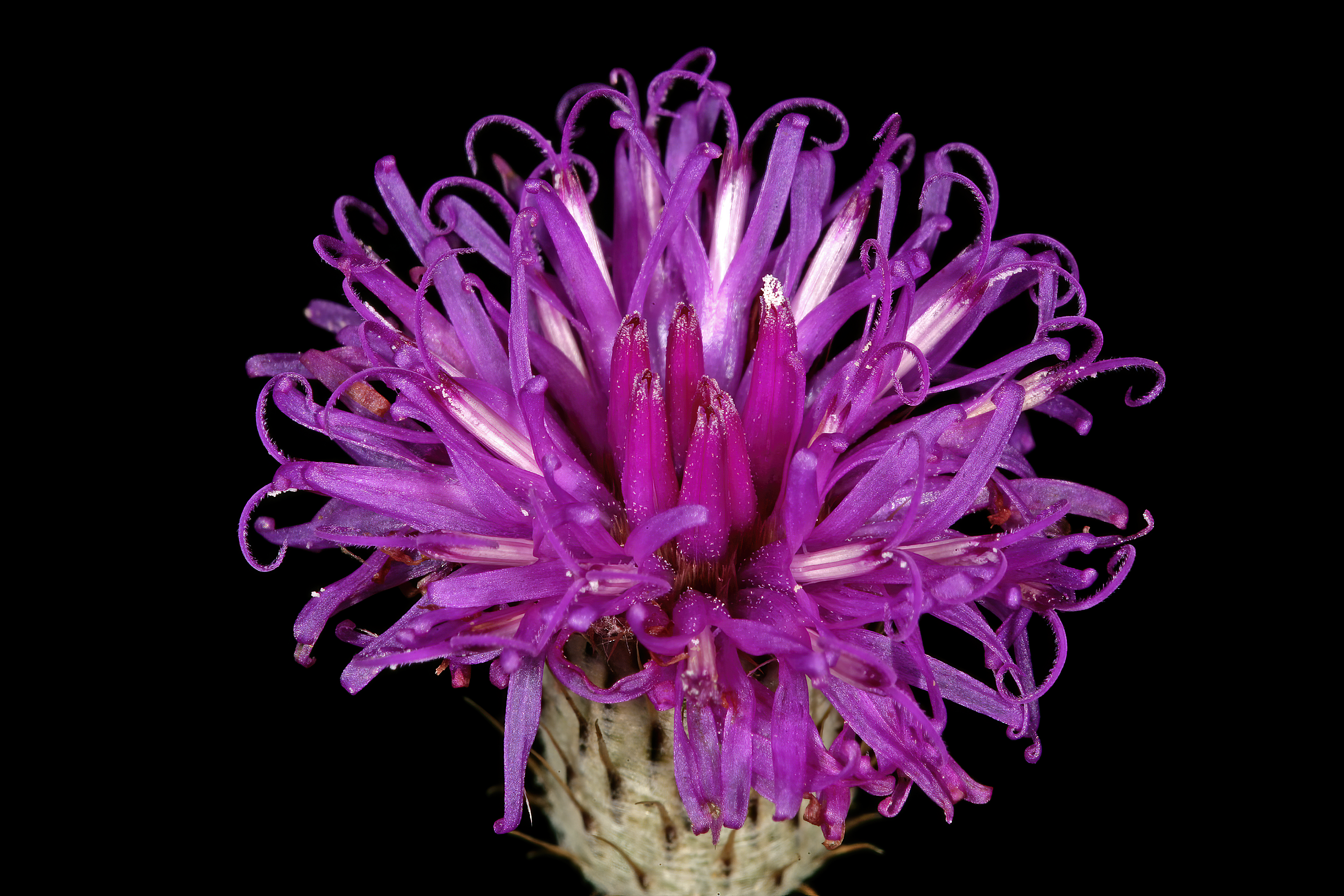
I fiori
Parapolydora fastigiata

Le specie di questa voce sono erbacee perenni alte al massimo 0,2 - 1 metro. Gli steli sono snelli, prostrati o eretti con pochi o molti rami. La pubescenza è formata da peli semplici o multisettati a forma di L. Gli organi interni di queste piante contengono lattoni sesquiterpenici.
Le foglie lungo il caule normalmente sono a disposizione alternata. La forma della lamina è semplice e varia da lineare a strettamente ellittico-lanceolata. I bordi sono continui e dentati finemente. La superficie superiore è verde, quella inferiore è più scura. Le venature in genere sono pennate con corte venature secondarie. Le stipole sono assenti.
Le infiorescenze sono composte da capolini lungamente peduncolati terminali raccolti in formazioni informali. I capolini, discoidi, sono formati da un involucro persistente a forma da campanulata a subglobosa composto da brattee (o squame) all'interno delle quali un ricettacolo fa da base ai fiori tubulosi. Le brattee (110 - 130) sono disposte in circa 6 serie in modo embricato e scalato ed hanno delle forme da lineari a lanceolate; i bordi sono dentati; il colore è più o meno verde. Il ricettacolo, a forma piatta e alveolato, è privo di pagliette. Lunghezza delle brattee: 2 – 12 mm.
I fiori (da 45 a 50) sono tetra-ciclici (ossia sono presenti 4 verticilli: calice – corolla – androceo – gineceo) e pentameri (ogni verticillo ha 5 elementi). I fiori sono di tipo tubuloso (actinomorfi). In genere i fiori sono ermafroditi (bisessuali) e fertili.
- Formula fiorale:

*/x K {\displaystyle \infty }, [C (5), A (5)], G 2 (infero), achenio
- Calice: i sepali del calice sono ridotti ad una coroncina di squame.
- Corolla: la corolla dei fiori tubulosi ha un profondo tubo con 5 lobi finali glabri. La base del tubo è strettamente imbutiforme. Il colore è lavanda.
- Androceo: gli stami sono 5 con filamenti liberi, glabri o papillosi e distinti. Le antere sono saldate in un manicotto (o tubo) circondante lo stilo ed hanno in genere hanno una forma sagittata e senza code. Le appendici apicali delle antere  (con forme ovato-lanceolate) non sono ghiandolose. Nell'endotecio sono presenti delle zone più spesse. Il polline normalmente è tricolporato, "lophato" (a creste e lacune) e echinato a forma sferica o schiacciata ai poli (diametro circa 50 micron).
- Gineceo: lo stilo è filiforme con due stigmi. La base dello stilo ha dei distinti nodi anulari; l'apice ha dei lunghi peli a forma di spazzola. Gli stigmi sono lunghi e divergenti; sono sottili, pelosi e con apice acuto; la superficie stigmatica è interna (vicino alla base). L'ovario è infero uniloculare formato da 2 carpelli. L'ovulo è unico e anatropo.

I frutti sono degli acheni con pappo. La forma dell'achenio in genere è subcilindrica con 8 - 10 coste e superficie pubescente per peli ispidi. Nell'achenio, privo di fitomelanina, sono presenti dei rafidi corti o allungati e idioblasti. Il pericarpo può essere di tipo parenchimatico, altrimenti è indurito (lignificato) radialmente.  Il carpoforo (o carpopodium - il ricettacolo alla base del gineceo) è anulare. I pappi sono formati da due serie di setole: quella interna ha delle setole bianche e barbate (non sono ampie all'apice); quella esterna da numerose corte scaglie lineari. I pappi sono direttamente inseriti nel pericarpo o connati in un anello parenchimatico posto sulla parte apicale dell'achenio.

## Biologia
- Impollinazione: l'impollinazione avviene tramite insetti (impollinazione entomogama tramite farfalle diurne e notturne).
- Riproduzione: la fecondazione avviene fondamentalmente tramite l'impollinazione dei fiori (vedi sopra).
- Dispersione: i semi (gli acheni) cadendo a terra sono successivamente dispersi soprattutto da insetti tipo formiche (disseminazione mirmecoria). In questo tipo di piante può avvenire anche un altro tipo di dispersione: zoocoria. Infatti gli uncini (se presenti) delle brattee dell'involucro si agganciano ai peli degli animali di passaggio disperdendo così anche su lunghe distanze i semi della pianta.

## Distribuzione e habitat
Le specie di questo gruppo si trovano principalmente nell'Africa meridionale.

## Tassonomia
La famiglia di appartenenza di questa voce (Asteraceae o Compositae, nomen conservandum) probabilmente originaria del Sud America, è la più numerosa del mondo vegetale, comprende oltre 23.000 specie distribuite su 1.535 generi, oppure 22.750 specie e 1.530 generi secondo altre fonti (una delle checklist più aggiornata elenca fino a 1.679 generi). La famiglia attualmente (2021) è divisa in 16 sottofamiglie.

### Filogenesi
Le specie di questo gruppo appartengono alla sottotribù Centrapalinae H. Rob, descritta all'interno della tribù Vernonieae Cass. della sottofamiglia Vernonioideae Lindl.. Questa classificazione è stata ottenuta ultimamente con le analisi del DNA delle varie specie del gruppo. Dagli ultimi studi filogenetici sul DNA la tribù Vernonieae è risultata divisa in due grandi cladi: Muovo Mondo e Vecchio Mondo. Centrapalinae occupa una posizione centrale e appartiene al clade del Vecchio Mondo; in particolare è inclusa nel subclade africano più vicino alle specie tropicali americane.
La sottotribù, e quindi i suoi generi, si distingue per i seguenti caratteri:
- il portamento delle specie di questo gruppo è erbaceo perenne o subarbustivo;
- la pubescenza degli steli è fatta di peli semplici o irregolarmente da peli a forma di "T";
- le appendici delle antere talvolta hanno delle pareti cellulari ispessite;
- gli acheni possono avere fino a 10 coste.

All'interno della sottotribù questo genere, da un punto di vita filogenetico, occupa una posizione abbastanza recente (ossia si è diviso più o meno per ultimo dal resto del gruppo) e con il genere Centrapalus Cass. forma un "gruppo fratello".
I caratteri distintivi per questo genere sono i seguenti:
- la base degli steli è eretta;
- le setole del pappo sono bianche;
- le setole degli acheni hanno una sola cellula allungata e solitaria.

In precedenza la tribù Vernonieae, e quindi la sottotribù di questo genere, era descritta all'interno della sottofamiglia Cichorioideae.

### Elenco delle specie
Questo genere ha 2 specie:
- Parapolydora fastigiata (Oliv. & Hiern) H.Rob.
- Parapolydora gerrardii  (Harv.) H.Rob., Skvarla & V.A.Funk